# Taraf
Taraf (тур. Тараф — «Сторона») — турецкая ежедневная газета. Основана 15 ноября 2007 года в Стамбуле. Слоган — «Düşünmek taraf olmaktır» (тур. Быть думающей частью).
Газета относится к движению Гюлена. Выступала против вмешательства турецкой армии в общественно-политические дела Турции. Продаётся в 8 странах.
Taraf была первой турецкой газетой, с которой сотрудничал сайт WikiLeaks. Основатель сайта Джулиан Ассанж назвал Taraf «самой смелой газетой в Турции».
Одним из колумнистов газеты в 2013 году был писатель Орхан Памук.
27 июля 2016 года газета была закрыта за связи с движением Гюлена.

## Награды
- Премия Общества защиты прав человека и угнетённых (2008).
- Премия Свободы и будущего СМИ Лейпцига (2009).
- Премия Мусы Антера (2009).
- Премия Седата Симави (2009).
- Премия Фонда журналистов и писателей Турции (2010).
- Премия Ассоциации либеральной мысли (2011).